# متیو لوئیس (بازیگر)
متیو دیوید لوئیس (به انگلیسی: Matthew David Lewis) متولد:۲۸ ژوئن ۱۹۸۹ یک بازیگر انگلیسی است که با بازی در نقش نویل لانگ‌باتم در مجموعه فیلم‌های هری پاتر و فیلم من قبل از تو شناخته شد.

## زندگینامه

### دوران کودکی و نوجوانی
لوئیس در لیدز، وست یورکشایر، انگلیس زاده شد.او پسر آدریان و لیندا لوئیس است.او دو برادر بزرگتر از خودش با نام کریس لوئیس و آنتونی لوئیس دارد که کریس یک ویرایشگر تلویزیونی و آنتونی یک بازیگر و موزیسین است.

## دوران کاری
لوئیس دوران بازیگری را در پنج سالگی شروع کرد که بیشتر شامل مجموعه‌های تلویزیونی می‌شد. این گونه بازیها سبب شد تا او به نقش نویل لانگ‌باتم در فیلمهای هری پاتر دست بیابدو در این نقش بدرخشد.

## فیلم‌شناسی
| سال  | فیلم                      | نقش           | نکات             |
| ---- | ------------------------- | ------------- | ---------------- |
| ۲۰۱۶ | من پیش از تو              | پاتریک        |                  |
| 2011 | هری پاتر و یادگاران مرگ 2 | نویل لانگ‌باتم |                  |
| ۲۰۰۸ | هری پاتر و شاهزاده دورگه  | نویل لانگ‌باتم |                  |
| ۲۰۰۷ | هری پاتر و محفل ققنوس     | نویل لانگ‌باتم |                  |
| ۲۰۰۷ | هری پاتر و محفل ققنوس     | نویل لانگ‌باتم | صدا پیشه وبازیگر |
| ۲۰۰۶ | کیف دستی ملکه             | نویل لانگ‌باتم |                  |
| ۲۰۰۵ | هری پاتر و جام آتش        | نویل لانگ‌باتم |                  |
| ۲۰۰۴ | هری پاتر و زندانی آزکابان | نویل لانگ‌باتم |                  |
| ۲۰۰۲ | هری پاتر و تالار اسرار    | نویل لانگ‌باتم |                  |
| ۲۰۰۱ | هری پاتر و سنگ جادو       | نویل لانگ‌باتم |                  |
| ۱۹۹۹ | سری تلویزیونی             | آلان کوگلی    | تلویزیونی        |
| ۱۹۹۷ | کجاست این قلب             | بیلی بون      | تلویزیونی        |
| ۱۹۹۶ | دنزیل و پاسکو             | دوی پلزی      | تلویزیونی        |
| ۱۹۹۵ | بعضی چیزهای زندگی         | جاناتان تیلور |                  |